# Prostitucija u starom Rimu
Prostitucija u starom Rimu je bila dopuštena i zakonita. U Starome Rimu čak su i ljudi iz najviših slojeva mogli slobodno uživati u uslugama prostitutki oba spola, bez straha od moralnog prijezira društva, pod uvjetom da su iskazivali određeni stupanj nadzora nad samim sobom i umjerenosti u pogledu učestalosti uživanja u takvim seksualnim odnosima. Istodobno, na same prostitutke gledalo se s udjelom srama: većina njih bile su robinje ili oslobođenice, a ako su bile slobodne, bile su uvrštene među infames, tj. u klasu "sramotnih", koji se nalaze na samom dnu društvene ljestvice i koji ne uživaju većinu mehanizama pravne zaštite kakva je pripadala rimskim građanima, a u koje su spadali i glumci i gladijatori, od kojih su svi, s druge strane, uživali određenu seksualnu privlačnost. Čini se da su u 4. stoljeću nove ere, kad se Rimsko Carstvo pokrstilo, neki bordeli predstavljali svojevrsne turističke znamenitosti i da su se nalazili u vlasništvu države.
U rimskoj književnosti prostitutke se često spominju. Rimski povjesničari, kao što su Tit Livije i Tacit, spominju neke prostitutke koje su stekle ugled svojim domoljubnim, poštenim ili dobrotvornim postupcima. "Kolgerla" iz visokog društva ((lat. meretrix) jedan je od tipskih likova u Plautovim komedijama, koje se nalaze pod snažnim utjecajem grčke nove komedije. Izmišljeni i satirični pogled na prostitutke nalazimo u pjesmama Katula, Ovidija, Marcijala i Juvenala, kao i u Petronijevom Satirikonu. O stvarnom životu prostitutki saznaje se iz odredbi rimskog prava, koje reguliraju prostituciju, kao i iz natpisa, nadasve onih pronađenih u Pompejima. Erotska umjetnost u Pompejima i Herkulaneju, u kućama za koje se pretpostavlja kako su bile bordeli, također je doprinijela boljem poznavanju prostitucije u Starome Rimu.

## Prostitutke
U latinskom jeziku bordel se zove lupenar, što doslovno znači "vučja jazbina", a prostitutka se najčešće naziva "vučicom" (lupa).
Premda su se prostitucijom bavili i žene i muškarci, u izvorima se nalazi puno više izvješća o ženskoj prostituciji. Muške prostitutke služile su kako žensku, tako i mušku klijentelu, pa tako, na primjer, rimski pravnik Julije Paul (2. – 3. stoljeće n.e.) kaže da mušku prostitutku može ubiti suprug koji ga zatekne u seksu s njegovom ženom. S druge strane, izvori ne spominju bilo kakve informacije, običaje i zakone koji bi se posebno odnosili na mušku prostituciju, pa je ono što je vrijedilo za žene u načelu vrijedilo i za muškarce koji su se bavili tim zanatom.
Prostitutki je bilo puno i bilo ih je svuda; na primer, procjenjuje se kako je u Pompejima jedna osoba u njih stotinu (muškaraca, žena, djece) bila prostitutka. Prostitutka je mogla biti samostalna i unajmljivati sobu u kojoj je radila. Djevojka (puella ili meretrix) mogla je živjeti sa svodnicom (lena) ili se čak u prostituciju upustiti pod rukovodstvom vlastite majke, premda riječ "majka" (mater) u antičkim izvorima ponekad predstavlja samo eufemizam za svodnicu (lena). Takva praksa ukazuje na to da su se za bavljenje prostitucijom često oprjedeljivale slobodno rođene žene koje su se nalazile u teškoj financijskoj situaciji, i takve su prostitutke možda smatrane relativno uglednijim od ostalih. Druge prostitutke radile su u bordelu ili u nekoj krčmi, i to pod nadzorom svodnika (leno). Čini se da su većinu prostitutki činile robinje i bivše robinje. Svodnik je od djevojke uzimao znatan dio prihoda, sigurno jednu trećinu, a možda i više. Premda su mnogobrojne prostitutke umrle u bijedi i zaboravu, neke prostitutke-robinje uspjele su uštedjeti dovoljno novca da bi otkupile svoju slobodu, o čemu svjedoče natpisi, kao i jedna od Prijapskih pjesama, u slavu faličkog boga Prijapa:

Teletusa, čuvena među suburskim kurvama,

koja je, mislim, od svoje zarade stekla slobodu,

krunom pozlaćenom penis ti, sveti bože, ovjenčava:

razvratnice to drže slikom najvišeg božanstva.

Prostitutke koje su opsluživale bogatu klijentelu iz rimske elite zvale su se hetere i nije ih bilo malo; učeni biograf Svetonije napisao je i jednu knjigu o znamenitim heterama, koja nije sačuvana, a u Kaligulinom životopisu priča o tome kako je ovaj car uspostavio bordel u svojoj palači:

I da ne bi propustio nijedan način stjecanja novca, osnovao je bordel u palači, koji se sastojao od mnoštva malih i raskošno urešenih soba, u kojima su stajale ugledne i slobodne žene, i potom je razaslao glasnike po forumima i bazilikama da i stare i mlade pozovu zadovoljiti svoju požudu. Onima koji bi došli nudio je i novac na kredit, a imao je i ljude koji su zapisivali njihova imena, kao da su dali doprinos carevim prihodima.

Još ranije, u doba Republike, rimski diktator Sula navodno se obogatio kad mu je jedna prostitutka u oporuci ostavila svoju imovinu. Rimljani su smatrali da su i glumice i plesačice dostupne za seksualne usluge, uz nadoknadu, a kurtizane čija se imena navode u antičkim izvorima ponekad su se istodobno bavile glumom i drugim izvođačkim vještinama. U Ciceronovo doba hetera Kitera bila je rado viđena gošća na gozbama koje su priređivali pripadnici najviših slojeva rimskog društva. Šarmantne, obrazovane i nadarene, takve su žene doprinijele razvoju novog romantičnog ideala u odnosima između muškaraca i žena, kakav su Ovidije i drugi augustovski pjesnici artikulirali u svojim ljubavnim elegijama.

### Odijevanje i dotjerivanje
Prostitutke su bile jedine žene u Starom Rimu koje su nosile togu, formalnu odjeću koja je inače bila namijenjena muškarcima, i to isključivo one s rimskim građanskim pravom. Postoje različita tumačenja ovog preskakanja granice između rodova. Neki znanstvenici ističu kako zapravo postoji vrlo malo neposrednih dokaza o tome da su prostitutke mogle nositi togu i ističu da to, ako su i mogle, najvjerojatnije nisu činile, jer su preferirale šarenu ili, pak, oskudnu odjeću. Skupe hetere oblačile su kitnjaste odjevne predmete od providne svile.
Neki odlomci kod rimskih pisaca, kako se čini, ukazuju na to da su se prostitutke nage izlagale i tako se reklamirale potencijalnim klijentima. Nagost se vezivala za ropstvo i ukazivala na to da je određena osoba doslovno lišena privatnosti i vlasništva nad svojim tijelom. U jednom odlomku Seneka Stariji kaže da je položaj prostitutke bio isti kao i položaj robinje koja je na prodaju:

Naga je stala na obalu, za zadovoljstvo kupca; svaki dio njenog tijela bio je ispitan i dodirnut. Želite li saznati ishod kupovine? Prodao ju je gusar, kupio svodnik, a ona nije dobila ništa. Odvedena je tamo, gdje ti je najčasnije umrijeti".

Satiričar Juvenal opisuje kako se Mesalina, žena cara Klaudija, iskrada iz carske palače i pretvara se u prostitutku, koja stane ispred svoje sobice i zavodi korisnike usluga:

........... Što je

Klaudije im'o da guta: kad osjeti mužić da spava,

zaključi careva ljuba da više joj ložnica dvorska

baš i ne prija; da tvrda joj je potrebna postelja, pa klisnu

s dvora (s kapuljačom, s jednom tek služavkom, crnu joj kosu

prekriva perika plava); pravce u bordel! Kroz zastor

dronjavi suknu i tu je, sred zadaha vrućeg, na svome.

Ima i svoj separe s natpisom (poslovno ime):

VUČICA. Stoji već gola, nazlatila sise, a trbuh ―

tebe što rodi, Britaniče, plemićka slavo ― taj trbuh

istura; prima mušterije mazno, uz cjenjkanje (red je).

S druge strane, latinski pridjev nudus može značiti i "izložen" ili lišen gornjeg sloja odjeće, a slike iz Pompeja i Herkulaneja prikazuju žene, za koje se misli da su prostitutke, kako nose rimsku inačicu grudnjaka čak i tijekom seksa.

### Zdravlje
Prostitutke su u antici, za razliku od današnjih, u pogledu zdravlja imale manje briga: HIV, dakako, nije postojao, a najvjerojatnije se nije znalo ni za sifilis; gonoreja je, pak, možda postojala, ali to se ne može sa sigurnošću utvrditi. Premda su postojale dvije bolne spolne bolesti, genitalni herpes i kondiloma, rimske su prostitutke u načelu svoj posao mogle obavljati bez straha od smrtonosnih bolesti koje se prenose seksom. S druge strane, tjelesno zlostavljanje prostitutki od strane mušterija predstavljalo je uobičajenu pojavu, a pretjerani seks dovodio je do vaginalnih i analnih ozljeda i oštećenja.

## Prisilna prostitucija
Prisilna je prostitucija obuhvaćala robove i robinje, uključujući dječake i djevojčice, a potom i slobodne žene koje bi zapale u tešku financijsku situaciju, što se nije događalo tako rijetko, i koje bi se pod pritiskom obitelji upustile u prostituciju. Većina prostitutki bile su robinje ili oslobođenice, pa je teško utvrditi kvantitativan odnos između dragovoljne i prisilne prostitucije. Budući da su, prema rimskim zakonima, robovi smatrani svojinom, vlasnik ih je mogao rabiti kao prostitutke. Valerije Maksim, rimski povjesničar iz 1. stoljeća nove ere, prenosi jednu priču sa složenom seksualnom pshilogijom, gdje je jednog oslobođenika njegov vlasnik, dok mu je ovaj kao dječak još bio rob, primoravao na prostituiranje, a potom taj oslobođenik ubije svoju vlastitu kćer kad se ona upustila u taj isti zanat. Jedan od standardnih motiva u romantičnim pričama jest djevojka koju su oteli pirati ili razbojnici i potom ju prodali u ropstvo. U Apulejevom Zlatnom magarcu djevojku Haritu iz jedne ugledne provincijske obitelji otmu razbojnici i potom ju planiraju usmrtiti, no jedan od njih (koji je zapravo Haritin prerušeni ljubavnik) savjetuje im nešto drugo:

Recimo da ovu djevojku ostavite umrijeti u magarcu, istina je da ćete svoj gnjev iskaliti na njoj, ali od toga ne ćete imati nikakve koristi. Zato ju ja mislim otpremiti u neku varoš i tamo prodati. Za ovakvu mladost može se zgrnuti poprilične novce. Ja već znam neke trgovce bijelim robljem od kojih će jedan, mislim, s obzirom na njeno podrijetlo, dati za nju izdašan iznos talenata, kako bi ju odveo u javnu kuću odakle ne će moći lako pobjeći. Kad bude odvedena na službu u javnoj kući, vaša će osveta biti ispunjena.

Premda se silovanje smatralo zločinom, u slučaju silovanja robinje (ili roba) zakon je predviđao kazne samo "ako je došlo do oštećenja dobara", jer zakon nije priznavao roba kao osobu. Svrha kazne bila je vlasnika obeštetiti za "štetu" koja je nanesena njegovoj imovini. Budući da je robinja po rimskom zakonu bila imovina, nije se smatralo zločinom ako ju vlasnik prisili na prostituciju. Prije Septimija Severa žene koje bi se upustile u čin koji im je donosio sramotu (infamia) dok su bile robinje tu su sramotu podnosile i nakon što bi bile oslobođene. Ponekad su trgovci, kad bi prodavali robinju, u kupoprodajni ugovor uključivali klauzulu ne serva kako bi spriječili novog vlasnika u prisiljavanju na bavljenje prostitucijom; ta je klauzula značila da, ako bi novi vlasnik ili neki budući vlasnik tu robinju primorao na prostituciju, ona bi postajala slobodna.
Ima nekih pokazatelja da su robovi koji su se bavili prostitucijom mogli zaraditi od tog posla; u načelu, robovi su mogli zarađivati vlastiti novac radeći poslove kojima su bili vični ili dobivajući dio zarade od posla koji su vodili u ime svog vlasnika.
Jedan zakon donesen u vrijeme cara Augusta predviđao je da se žene osuđene za preljub mogu kazniti tako što će ih se primorati na rad u bordelima. Taj je zakon ukinut tek 389. g. nove ere.

## Propisi o prostituciji
Prostitucija je bila zakonita i nekažnjiva, a seks s protitutkom nije se smatrao preljubom; nezakonitim seksom (stuprum) smatrao se samo seks s udatom ženom ili udovicom, koji bi, u slučaju rađanja potomka iz takve veze, mogao ishodovati teškoćama u određivanju nasljednika. Ipak, prema Augustovim zakonima, prostitutke su bile probrosae, odnosno nisu se smjele udati za rimskog građanina, a prema pretorskom ediktu, na njih se primjenjivala infamia, što je, između ostalog, značilo da nisu mogle sastavljati svoje oporuke ni primati nasljedstvo koje bi im drugi ostavio u svojoj oporuci. S druge strane, većina ovakvih zakonskih ograničenja u praksi je najčešće bila ignorirana i rimski su zakoni, u načelu, "ostavljali prostitutke na miru".
Država je donekle regulirala prostituciju, ne toliko iz nekih moralnih razloga koliko da bi ubirala dobit od tog posla. Prema nekim ispitivačima, prostitutke su se morale registrirati u edila, dok drugi znanstvenici postojanje takve obveze dovode u pitanje, jer državi nije bilo stalo zavoditi bilo kakvu vrstu nadzora nad tom djelatnošću. U Plautovom Malom Kartažaninu opisuje se kako su dvije devojke planirale promijeniti svoja imena i zatim se odati prostituciji.
Kaligula je uveo prostitutkama obvezu plaćanja redovitog poreza državi (vectigal ex capturis): 

Uveo je nove i dotad nečuvene poreze [...] Od prostitutki je uzimao onoliko koliko bi ona zaradila od jednog susreta. U zakonu je bio i članak po kojem su porezu podlijegali i oni koji su se bavili prostitucijom i oni koji su se bavili svodništvom, a ni brak nije bio izuzet.

Taj je zakon postojao još u doba Aleksandra Severa, ali je ovaj car prihod od "poreza za svodnike i kurve" (lenonum vectigal et meretricum) usmjerio na održavanje javnih objekata, kako se njime ne bi kontaminirala državna riznica. Taj je porez ukinut tek za vrijeme vladavine Teodozija II., no za njegovo je ukidanje najzaslužniji bio bogati patricij Florencije (Florentius), koji se pred carem oštro obrušio na tu praksu i tako joj se snažno suprotstavljao, da je odlučio dati državi i dio vlastite imovine kako bi nadoknadio deficit koji je nastao nakon ukidanja tog poreza.

## Bordeli
O bordelima u starom Rimu saznaje se iz pisanih izvora, tzv. regionara (popisa objekata u gradskim područjima Rima) i arheoloških nalaza u Pompejima. Bordel se u antičkom Rimu obično zvao lupanar ili lupanarium (= "vučja jazbina"), a termin za prostituku bio je lupa (= "vučica"), koji neki naučnici smatraju mizoginičnim. Drugi čest izraz za bordel jeste fornix, čije je osnovno značenje "svod" ili "nadsvođeni ulaz", pa se počeo rabiti i kako bi označio podrumske prostorije u kojima su radile prostitutke. Budući da vlasti nisu bile zazanimane za uvođenje nekog nadzora nad prostitucijom (osim poreznog), u Rimu i drugim gradovima nisu postojale posebne četvrti u kojima bi bordeli bili koncentrirani, pa su se usluge prostitutki mogle naći u raznim dijelovima grada. Prema sačuvanim regionarima, veći broj bordela (lupanaria) nalazio se u drugom okrugu (Regio II), kraj brježuljka Celija, osobito u Suburi, koja se nalazila uz gradske zidine i ležala u dolini Karini između Celija i Eskvilina. U tom se okrugu nalazila i Velika tržnica (macellum magnum), uz mnoge krčme, tržnice, brijačnice, ured državnog krvnika i kasarnu u kojem su živjeli strani vojnici smješteni u Rimu. Drugi okrug bio je jedan od najprometnijih i najgušće naseljenih okruga u cijelom gradu te je stoga predstavljao savršenu lokaciju za vlasnika bordela ili svodnika. Iznajmljivanje prostora za bordel predstavljalo je legitiman izvor prihoda.
U izvorima se opisuje kako su bordeli vrlo prljavi, kako vonjaju po karakterističnim mirisima koji se zadržavaju u skučenim i slabo provjetrenim prostorijama, kao i po dimu iz svjetiljki, kao što zamjećuje Seneka Stariji: "još smrdi na čađ iz bordela".
Na temelju onoga što se doznaje iz literarnih izvora i proučavanja Lupanara u Pompejima, jedinog pouzdano identificiranog bordela, može se nešto zaključiti o izgledu javne kuće. S ulice se ulazilo u neku vrstu odaje za prijem, a unutra su se prostitutke šetale oskudno odjevene ili sasvim nage, kako bi ih mušterije mogle razgledati i ispitati, dok su druge sjedile ili ležale; svaka je imala jednu malu sobu s ležajem od drveta ili kamena; za svaku je, bilo u prijemnoj odaji bilo iznad vrata njene sobice, bilo naznačeno koja je njena "specijalnost" u seksu, a možda i koliko košta; na ulazu u sobicu u najboljem je slučaju stajao platneni zastor, a često nije bilo ničega. Rimljani, čini se, nisu pokazivali posebnu brigu za očuvanje privatnosti u bordelima. U Petronijevom Satirikonu nalazi se kraći opis jednog takvog bordela; Enkolpije je izgubio svog ljubavnika Ascilta te, umoran od potrage za njim, jednu staricu koja na ulici prodaje povrće upita: "Molim te, bakice, znaš li možda gdje stanujem?" Ova odgovori da zna, ali onda ga odvede u bordel:

I u istome trenutku spazim neke prostitutke: krišom se šeću posve gole između sobica, a na vratima vise natpisi s imenima i cijenom. Tek tada shvatim da me baba zapravo dovela u javnu kuću; ali bilo je već prekasno. Zato prokunem babu i njezinu podvalu, zastrem glavu ogrtačem i zaletim se kroz kurvinjak na drugi kraj. Kadli već na samom ulazu zamalo da se ne sudarim s Asciltom. Bio je klonuo, baš kao i ja, i samo što ne skapa. Čovjek bi rekao da ga je nasamarila ista ona baba. I tako ga smijući se pozdravim i upitam što zapravo radi u toj odvratnoj jazbini. "Eh, da znaš samo što mi se dogodilo", reče on i otre rukama znoj. "Odakle bih znao?", odvratim ja. "Lutao sam", počne on sav iznemogao, "po čitavu gradu i nikako da se sjetim u kojem se zapravo dijelu grada nalazi naša krčma. Na kraju mi priđe neki ozbiljan gospodin i ljubazno se ponudi da će mi on pokazati put. Zatim me taj vucarao po nekim uličicama, nikad čuo ni vidio, dok me na kraju nije doveo u ovu rupu. I onda ― ponudi mi novac i moli me da pristanem s njime na jedan fuk. Već je neka kurva pobrala lovu za svoju sobu, već me on počeo drpati, i da nisam bio jači od njega, sto posto bih nadrapao.

Neki su bordeli nastojati privući ugledniju klijentelu. Upošljavali su frizere, da djevojkama poprave frizuru koja bi se raspala tijekom stalnih spolnih odnosa, kao i dječake s vodom (aquarioli), koji su čekali kraj vrata s posudama za pranje.
Postojale su, izgleda, dvije vrste javnih kuća; jedna je bio bordel koji je posjedovao i njime upravljao svodnik (leno) ili svodnica (lena), a druga je bio bordel gdje je svodnik samo iznajmljivao sobe i skrbio o nabavci potrepština za unajmljivače. U prvoj vrsti vlasnik je zapošljivao "nadzornika djevojaka" (villicus puellarum), koji je svakoj djevojci dodjeljivao njeno "umjetničko" ime, utvrđivao joj cjenik, primao novac od mušterija i djevojkama nabavljao odjeću i druge potrepštine. Nadzornik je bio dužan i voditi računa o tome koliko je svaka djevojka zaradila: "daj mi svodnikove račune: skupljam zaradu".
Zidne slike u bordelu također su bile u funkciji samog objekta. Iznad vrata svake sobice nalazila se ploča (titulus) s imenom prostitutke i njenom cijenom; na drugoj strani ploče bio je natpis occupata (= "zauzeta"), i ta se strana okretala prema vani kad je djevojka bila zaposlena s nekim klijentom. Plaut možda opisuje skromniju kuću kad kaže: "na vratima mora napisati da je zauzeta". Unutar prostorije obično se nalazila brončana svjetiljka ili, u neuglednijim bordelima, glinena, te neka vrsta prostirke ili poljske postelje, prekrivene pokrivačem, koji je ponekad mogao poslužiti i kao zastor. Cijene zabilježene na natpisima u Pompejima kreću se od 2 do 20 asa, pri čemu je as bio brončani ili bakreni novčić relativno male vrijednosti.

### Druge lokacije
Prostitutke i one koje su to htjele postati rado su se okupljale i pod lukovima cirka. Ta udubljenja u arkadama zvala su se fornices, odakle potječe i riječ "fornikacija". Istaknutu ulogu u životu nižih slojeva rimskog društva imale su i gostionice, konobe, pansioni, krčme, javna kupatila, kazališta, pekarnice, mlinovi i slične ustanove. Magistrati su na krčme u načelu gledali kao na bordele, a konobarice u krčmama u očima su zakona i bile izjednačene s prostitutkama. Pesma Krčmarica jasno pokazuje da je i vlasnica krčme imala više mogućnosti za zaradu. Premda se nastojala povući jasna razlika između vlasnice krčme i konobarica, jedan natpis iz Pompeja govori kako se ta razlika nije uvijek poštivala: "Jebao sam krčmaricu" (Futui coponam). Horacije, opisujući put u Brundizij, opisuje što je sve mogao doživjeti s konobaricom u jednoj konobi, premda je propustio priliku: 

Ovdje kao bedak lažljivu čekam djevojku

sve do pola noći, napokon san me svlada

dok o ljubavi razmišljam; požudni snovi mi tada

haljinu noćnu uflekaju i trbuh cijeli.

Jedan natpis pronađen u gradu Eserniji (Aesernia) u središnjoj Italiji slikovito govori o gostoljubivosti takvih pansiona. Radi se o razgovoru između jedne gostioničarke i njenog gosta:

"Gostioničarko, donesi mi račun!"

"Imao si sekstarij vina, kruha za jedan as i jela za dva asa".

"Tako je."

"Imao si i djevojku za osam asa".

"I to je točno".

"I sijeno za tvoju mazgu staje dva asa".

"Ta će me mazga uništiti".

Kakve su mlinove znali osnivati mlinari pokazuje jedan odlomak Pavla Đakona: 

Kako je vrijeme prolazilo, njihovi su vlasnici javne mlinove pretvorili u opasne varke. Naime, kako su žrvnji bili učvršćeni na određenim mjestima pod zemljom, postavili su kabine s obje strane tih odaja i u njima smjestili prostitutke za unajmljivanje, i tako su prevarili mnoge ljude, od kojih su neki dolazili po kruh, a drugi su žurili tamo kako bi zadovoljili svoje najniže porive.

Iz jednog Festovog odlomka moglo bi se zaključiti da je ta praksa počela prvo u Kampaniji: "prostitutke su se zvale aelicariae, tj. djevojke iz mlinova za pir (= krupnik), u Kampaniji, budući da su imale običaj nuditi se za naknadu ispred mlinova za pir".

## Prostitucija i religija
Prostituke su sudjelovale u nekoliko vjerskih obreda koji su se održavali u Rimu, posebice u mjesecu aprilisu. Dana 1. aprilisa žene su slavile Fortunu Virilis ("Mušku Sudbinu") tijekom praznika Veneralija, koji se održavao u čast boginje Venere. Prema Ovidiju, prostitutke su tom prilikom zajedno s udatim ženama (matronama) sudjelovale u obredu čišćenja i oblačenja kultne statue Fortune Virilis. Granica između uglednih žena i onih "sramotnih" (infames) obično je bila pažljivo povučena: kad je ulicom prolazila neka svećenica, pomoćnici su joj s puta sklanjali prostitutke i druge "nečiste" osobe.
Svakog 23. aprilisa prostitutke su prinosile žrtve u hramu Venere Ericine, koji je bio posvećen tog dana 181. pr. n. e. kao drugi hram koji je u Rimu podignut Veneri Ericini (tj. Veneri iz Eriksa), koja se dovodila u vezu s prostitutkama. Istog dana održavao se festival vina pod imenom Vinalije. Dan "svodnikovih dječaka" (pueri lenonii) obilježavao se 25. aprilisa, a na isti su dan svetkovane i Robigalije, drevna zemljoradnička svetkovina koja se slavila u cilju zaštite usjeva.
Dana 27. aprilisa priređivane su Floralije u čast boginje Flore, koje su prvi put održane oko 238. pr. n. e., i tijekom koje su žene označene kao prostitutke plesale erotske plesove i izvodile striptiz. Prema kršćanskom piscu Laktanciju, "osim slobode govora koja prouzrokuje svakakve prostote, prostitutke, na navaljivanje rulje, skidaju svoju odjeću i glume kao u mimu naočigled svjetine i nastavljaju s tim sve dok se sramotna publika sasvim ne zadovolji, držeći im pažnju svojim vrckavim stražnjicama". I Juvenal spominje da su prostitutke plesale nage, a možda nagovješćuje i kako su sudjelovale u gladijatorskim borbama":

A tek kad nabace purpur-trenerku i fitnes-pomadu... 

Grdne će primiti rane taj kolac u zemlju poboden: 

dubi ga drvenim mačem i maklja ga štitom, a zahvat

redom ispunjava svaki ― to gospođa vježba figure: 

mora biti u formi kad truba floralijska svirne; 

ili to atletsko srce za pravom arenom baš žudi?